# 野生の祭典
『野生の祭典』（やせいのさいてん、（フランス語）La Fete Sauvage）は、ヴァンゲリスのアルバム。

## 収録曲

### 欧州盤での内容
1. La Fete Sauvage (18:12)
2. La Fete Sauvage (20:19)

- 曲名及び収録時間は2002年発売のデジタルリマスター・イタリア盤CD(CAM 493206-2)による。初期の欧州盤LP・CDでは1.（又は総時間）を40秒ほど多めに誤記したものがある。
- CDでは1トラックとして収録しているものがある。

### 日本国内盤LPでの内容
1. 野生の祭典（パート.1） - La Fete Sauvage (Part.1) (20:22)
2. 野生の祭典（パート.2） - La Fete Sauvage (Part.2) (18:17)

- 曲名及び収録時間は日本国内盤LP(GP-711)による。日本国内盤としてはCD化されていない。
- 欧州盤の分秒数との比較でわかるとおり、日本盤LPではA・B面の収録内容が入れ替わっている。同LP以外でこのような逆順になっているものは確認されていない。

## 概要
フランスの映画監督Frédéric Rossifによる映画“La Fete Sauvage”（1976年2月4日パリ公開。アフリカとヒマラヤで撮影した動物の生態記録映画）のサウンドトラック。

### 備考
「Fete」のフランス語の本来の表記はアクサンシルコンフレクスのある「Fête(FÊTE)」であり、最初期のLP(Barcley 200.332)上のロゴではこれを模してマクロンを用いて「FĒTE」と表示されている（ロゴ以外の活字部分では「FETE」）。また、1978年発売のフランス盤LP(CAM 900.056)では、ジャケットタイトルは「FETE」だが、ジャケット裏面の曲名表示及び盤面上の表記はそれぞれ「FÊTE」「Fête」となっている。